# Dohrniphora brunneifrons
Dohrniphora brunneifrons är en tvåvingeart som beskrevs av Brown och Giar-Ann Kung 2007. Dohrniphora brunneifrons ingår i släktet Dohrniphora och familjen puckelflugor. Inga underarter finns listade i Catalogue of Life.